# Lee Jung-tae
Lee Jung-tae (koreanisch 이정태; * 23. Juli 1996) ist ein südkoreanischer Leichtathlet, der sich auf den Sprint spezialisiert hat.

## Sportliche Laufbahn
Erste internationale Erfahrungen sammelte Lee Jung-tae im Jahr 2013, als er bei den Jugendweltmeisterschaften in Donezk mit 10,79 s im Halbfinale im 100-Meter-Lauf ausschied und über 200 Meter mit 22,15 s nicht über den Vorlauf hinauskam. Im Jahr darauf verpasste er bei den Juniorenasienmeisterschaften in Taipeh mit 10,66 s den Finaleinzug über 100 Meter und belegte in 21,67 s den achten Platz im 200-Meter-Lauf. 2023 nahm er mit der südkoreanischen 4-mal-100-Meter-Staffel an den Asienspielen in Hangzhou teil und gewann dort in 38,74 s gemeinsam mit Kim Kuk-young, Lee Jae-seong und Ko Seung-hwan die Bronzemedaille hinter den Teams aus der Volksrepublik China und Japan.

## Persönliche Bestzeiten
- 100 Meter: 10,25 s (+1,7 m/s), 6. Juli 2022 in Goseong
- 200 Meter: 20,79 s (+1,0 m/s), 7. Juli 2022 in Goseong